# Graphe triakioctaédrique
Le graphe triakioctaédrique est, en théorie des graphes, un graphe possédant 14 sommets et 36 arêtes.

## Propriétés

### Propriétés générales
Il existe treize graphes correspondant aux squelettes des treize solides de Catalan, les polyèdres duaux des solides d'Archimède. Le graphe triakioctaédrique est l'un d'eux et correspond au squelette du triakioctaèdre. Les douze autres sont le graphe hexacontaédrique trapézoïdal, le graphe icositétraédrique trapézoïdal, le graphe hexakioctaédrique, le graphe hexaki-icosaédrique, le graphe hexacontaédrique pentagonal, le graphe icositétraédrique pentagonal, le graphe pentakidodécaédrique, le graphe dodécaédrique rhombique, le graphe triacontaédrique rhombique, le graphe tétrakihexaédrique, le graphe triaki-icosaédrique et le graphe triakitétraédrique.
Le diamètre du graphe triakioctaédrique, l'excentricité maximale de ses sommets, est 3, son rayon, l'excentricité minimale de ses sommets, est 2 et sa maille, la longueur de son plus court cycle, est 3. Il s'agit d'un graphe 3-sommet-connexe et d'un graphe 3-arête-connexe, c'est-à-dire qu'il est connexe et que pour le rendre déconnecté il faut le priver au minimum de 3 sommets ou de 3 arêtes.

### Coloration
Le nombre chromatique du graphe triakioctaédrique est 4. C'est-à-dire qu'il est possible de le colorer avec 4 couleurs de telle façon que deux sommets reliés par une arête soient toujours de couleurs différentes. Ce nombre est minimal.
Il est possible de compter les colorations distinctes du graphe triakioctaédrique, en fonction du nombre de couleurs autorisé. Cela donne une fonction polynomiale et le polynôme qui lui est associé est qualifié de polynôme chromatique.  Ce polynôme de degré 14 admet pour racines tous les entiers positifs ou nuls strictement inférieurs à 4. Il est égal à : {\displaystyle (x-3)^{8}(x-2)(x-1)x(x^{3}-9x^{2}+29x-32)}.

### Propriétés algébriques
Le polynôme caractéristique  de la matrice d'adjacence du graphe triakioctaédrique est : {\displaystyle (x-6)(x-2)^{3}x^{4}(x+2)^{6}}. Il n'admet que des racines entières ; le graphe triakioctaédrique est donc un graphe intégral, un graphe dont le spectre est constitué d'entiers.